# Koninksem
Koninksem is een dorp in de Belgische provincie Limburg en een deelgemeente van Tongeren-Borgloon, het was een zelfstandige gemeente tot aan de gemeentelijke herindeling van 1972.

## Etymologie
De eerste vermelding van Koninksem was in 1139 als Conengesheym, in dit geval: Verblijf van de koning:

## Geschiedenis
De omgeving van Koninksem was al in de Romeinse tijd intensief bewoond, waarvan ook tegenwoordig nog twee tumuli uit die tijd getuigen. Verder werden resten van een Romeinse villa gevonden, en in 1881 werd een vroegchristelijk graf, met schilderingen uit de 4e eeuw, opgegraven.
Koninksem was een vrije rijksheerlijkheid, geschonken door de Duitse keizer en in bezit van het Sint-Servaaskapittel te Maastricht. De Hertog van Brabant fungeerde als beschermheer. Als zodanig was het een der redemptiedorpen, waar na 1648 de Republiek der Nederlanden aanspraak op maakte, een recht dat pas in het Verdrag van Fontainebleau (1785) formeel werd erkend, hoewel deze dorpen in 1795 aan Frankrijk werden afgestaan.
De Sint-Servatiusparochie was afhankelijk van de Onze-Lieve-Vrouweparochie. De proost van het kapittel aldaar bezat het patronaatsrecht. Tot 1851 stond in Koninksem een Romaans kerkgebouw, dat echter gesloopt werd en vervangen door een, 200 meter verderop geplaatste, nieuwe kerk.

## Demografische ontwikkeling
- Bronnen:NIS, Opm:1831 tot en met 1970=volkstellingenr

## Bezienswaardigheden

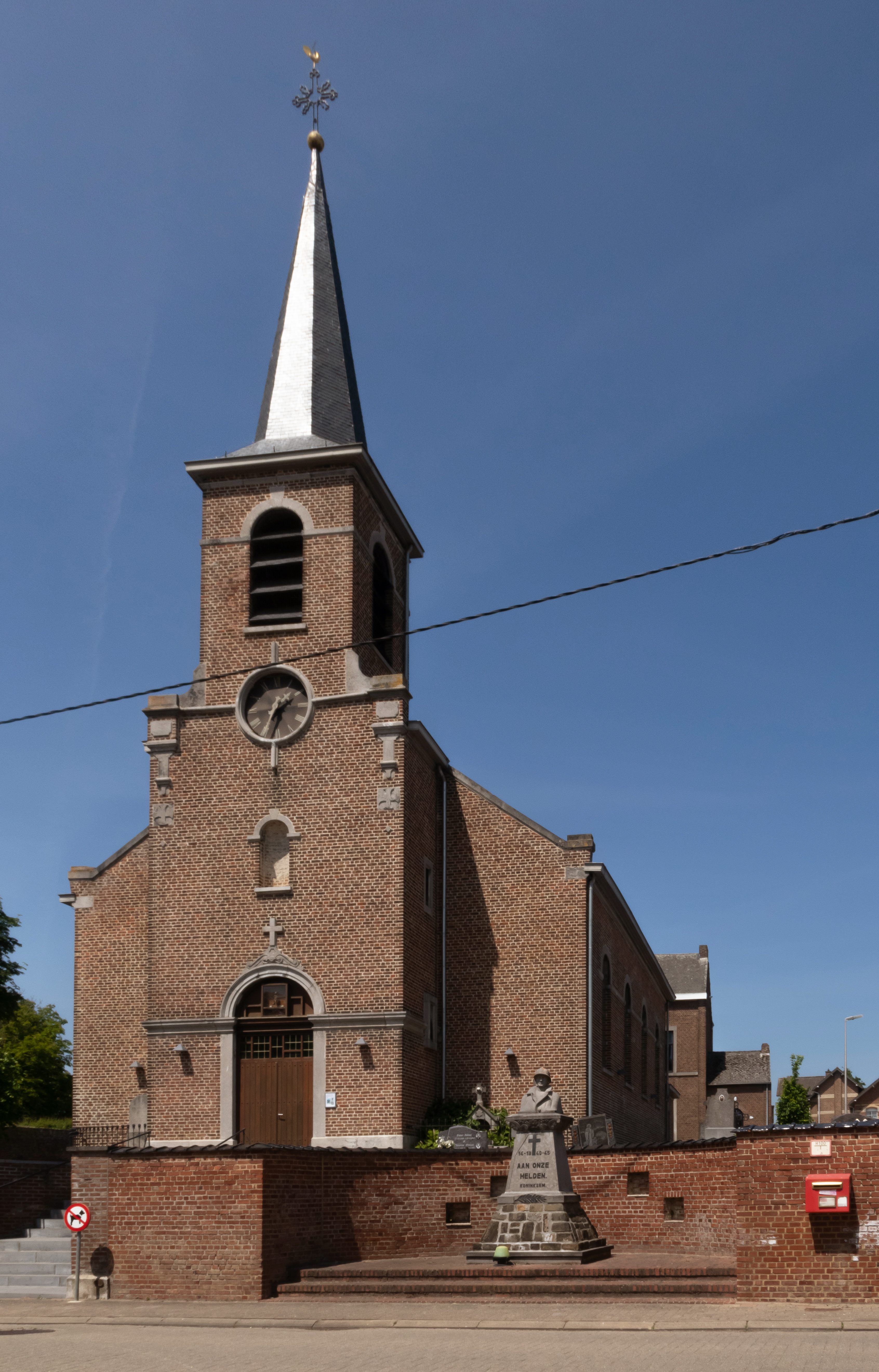
Sint-Servatiuskerk

- Twee Romeinse tumuli: één aan de Romeinse Kassei en één aan de Paardsweidestraat.
- De Sint-Servatiuskerk is een neoclassicistisch bouwwerk uit 1852.

## Natuur en landschap
Koninksem ligt in droog-Haspengouw, nabij de vallei van de Jeker. De hoogte varieert van 90 tot 115 meter.

## Nabijgelegen kernen
Rutten, Lauw, Widooie, Mulken, Tongeren